# Punakaiki River
Der Punakaiki River ist ein Fluss in der West Coast Region von Neuseelands Südinsel. 

## Geographie
Er verläuft von seinen Quellen in der Paparoa Range generell nach Nordwesten und erreicht die Tasmansee etwa zwei Kilometer südlich der Stadt Punakaiki. Der größte Teil des Flusslaufs liegt im Gebiet des Paparoa National Park.
Der Inland Pack Track und der Paparoa Track beginnen beide am Südufer des Flusses an der Waipori Road, wo eine Brücke den Fluss überquert. Der Abschnitt des Pfades vom Punakaiki River zum Pororari River ist für Wanderer und Mountainbiker zugänglich und bildet den nördlichen Zugang zum Paparoa Track.